# Crisp sandwich

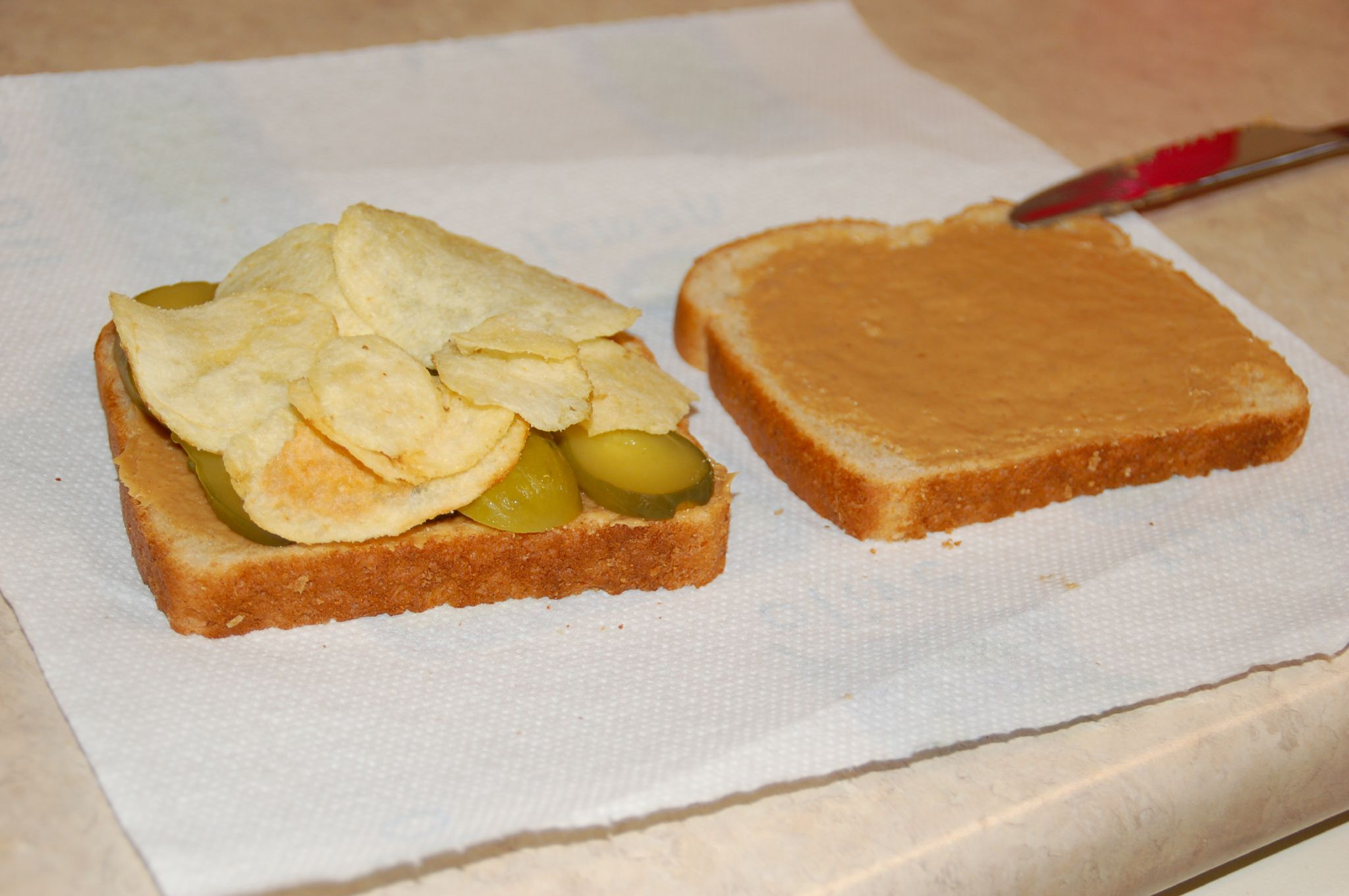
Un crisp sandwich avec beurre de cacahuète, cornichons et chips.

Un crisp sandwich (« sandwich de chips ») en anglais britannique, chip sandwich, chipwich ou potato chip sandwich  en anglais américain, est un sandwich garni de pommes de terre chips.
Il peut en outre contenir d'autres ingrédients tels que beurre de cacahuète, viande, fromage, thon, jambon, saucisson de Bologne, tomate, ou tout autre ingrédient habituel des sandwichs.
Une des préparations les plus simples consiste en deux tranches de pain avec de la mayonnaise et des chips. On doit appuyer sur la tranche de pain supérieure jusqu'à écraser les chips. Cette version est considérée comme un classique de la cuisine type des trailer park.